# Оберхойзер, Георг

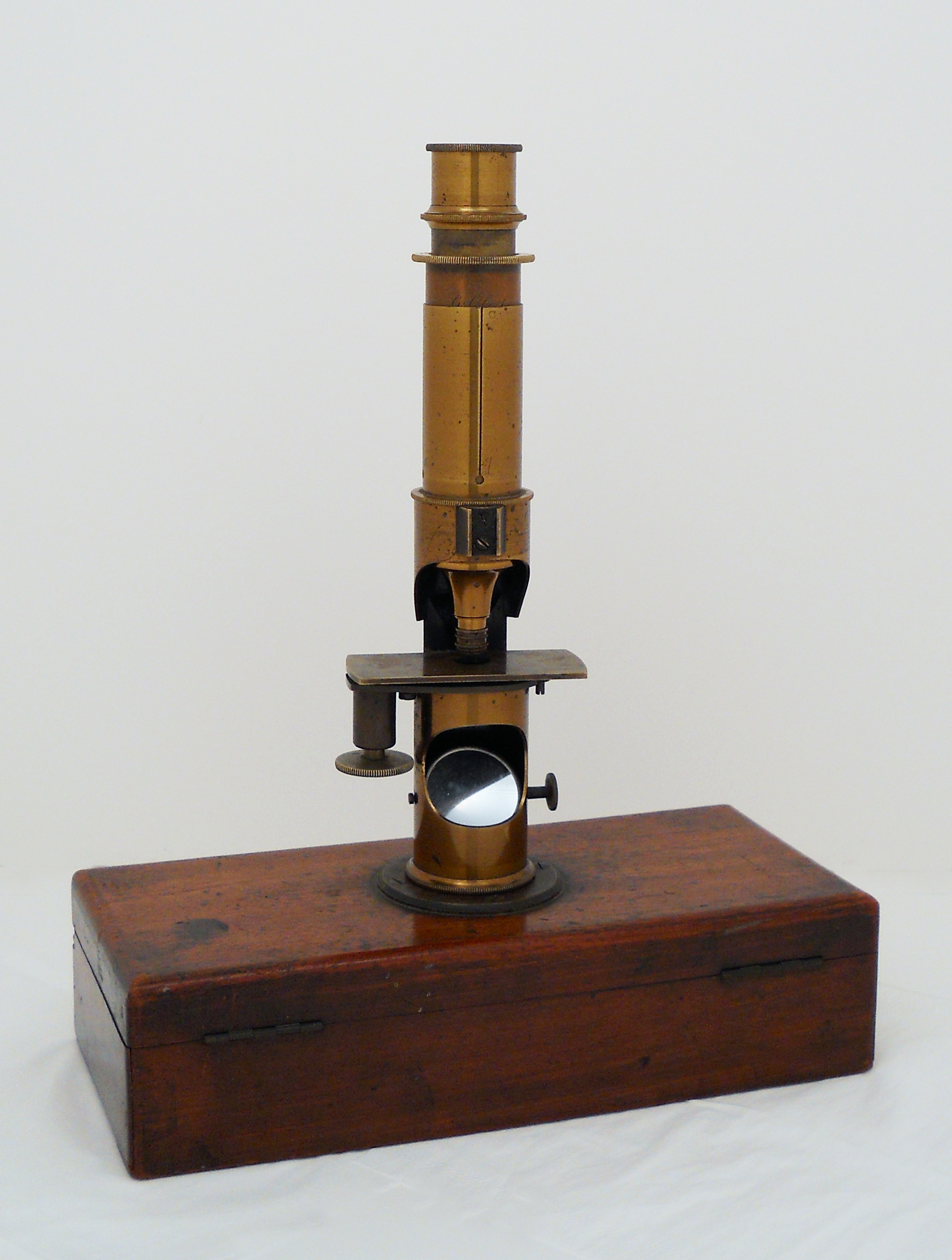
Барабанный микроскоп от Оберхеузера

Георг Иоганн Оберхойзер, также Жорж Оберхаузер, (Georg Johann Oberhäuser; 16 июля 1798, Ансбах, Бавария — 10 января 1868, Париж) — немецкий оптик, работавший в Париже. Его труды положили начало применения микроскопа как научного инструмента.

## Биография
Сын мастера-токаря Михаэля Адама Оберхойзера (1755—1814) учился в гимназии в Ансбахе, а затем продолжил обучение у механика Вюрцбургского университета Мусо. В 1816 году эмигрировал во Францию и работал в механической мастерской Анри Гамбея (1787—1847) в Париже.

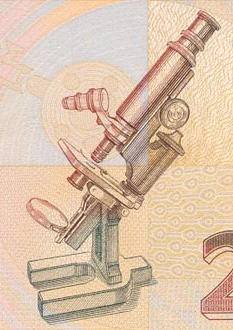
Микроскоп с подковообразной подставкой от Carl Zeiss на банкноте 200 немецких марок

В 1822 году он основал собственную небольшую мастерскую и начал производить простые и дешёвые, но достаточно мощные микроскопы для студентов-медиков и ботаников. Оберхойзер разработал барабанный микроскоп на основе более старой конструкции итальянского оптика Джованни Баттисты Амичи, немецкого оптика Фраунгофера и английского производителя оптических инструментов Бенджамина Мартина (1705—1782) и начал его производство. Всего было произведено и продано несколько тысяч микроскопов, что на то время было большим количеством. Благодаря простой и точной механике и хорошей оптике, он отвечал потребностям своих основных клиентов, врачей и ботаников, больше, чем микроскопы других оптиков-конкурентов.
С 1830 года он руководил оптической мастерской вместе с Буке и Ахиллом Трекурами, расставшись с партнерами в 1837 году.
В 1835 году Оберхойзер усовершенствовал штатив микроскопа, утяжелив внутреннюю его часть свинцом. В 1848 году он изготовил подковообразное основание штатива, чем определил внешний вид оптических микроскопов на следующие сто лет, а по сути, до нынешнего дня. Оберхойзер также стандартизировал длину тубуса микроскопа, 160 миллиметров.
Оберхойзер стал ведущим производителем микроскопов в континентальной Европе. В 1854 году он взял в качестве партнера своего коллегу Эдмунда Хартнака. После того, как он постепенно ушел из бизнеса, полностью передав его Хартнаку, который в 1864 году женился на племяннице Оберхойзера, Йоханне Марии Луизе Кляйнод.
Оберхойзер на протяжении всей своей жизни поддерживал связи со своим родным городом Ансбахом. Он сделал пожертвования городским музеям и основал фонд по борьбе с бедностью и продвижению промышленных предприятий в Ансбахе. В 1852 году город сделал его своим почетным гражданином.